# Avitta subsignans
Avitta subsignans là một loài bướm đêm trong họ Noctuidae.